# Aleksander Gratus Tarnowski
Aleksander Gratus Tarnowski herbu Leliwa (ur. 1610, zm. w 1685) – kasztelan sandomierski w latach 1669–1685, kasztelan kijowski w 1661 roku, starosta żarnowiecki w 1641 roku, starosta cieszkowski. 

## Życiorys
Był elektorem Jana II Kazimierza Wazy z województwa krakowskiego w 1648 roku. W 1674 roku był elektorem Jana III Sobieskiego z województwa sandomierskiego, podpisał jego pacta conventa.